# Vanilla parvifolia
Vanilla parvifolia är en orkidéart som beskrevs av João Barbosa Rodrigues. Vanilla parvifolia ingår i släktet Vanilla och familjen orkidéer. Inga underarter finns listade i Catalogue of Life.